# Formpipe Software
Formpipe Software AB är en svensk leverantör av Enterprise Content Management-lösningar som utvecklar och tillhandahåller produkter för dokument- och ärendehantering, diarieföring, workflow, e-arkivering, kvalitetshantering och effektiva e-tjänster. Formpipes kunder finns bland annat inom offentlig sektor i Sverige och Danmark, samt globalt inom Legal- och Life Science-områdena.
Formpipe etablerades 2004 och har kontor i Sverige, Danmark, Storbritannien, Nederländerna och USA, med huvudkontoret i Stockholm. Formpipes aktie är noterad på NASDAQ OMX Nordic, Small Cap.

## Formpipe Intelligo
Dotterbolaget Formpipe Intelligo har sedan mitten av 1990-talet utvecklat ECM-programvara för den globala juridiska sektorn och är sedan 2012 en del av Formpipe Software.